# Ortenburg (familia)
Ortenburg fue una familia noble de Carintia que tenía sus raíces en la aristocracia bávara, en el distrito de Passau, en la Baja Baviera. Nada se sabe sobre los motivos de su establecimiento en Carintia, ni de cómo llegaron a ocupar sus posesiones. No hay documentos en los que se pueda encontrar alguna noticia de su establecimiento.

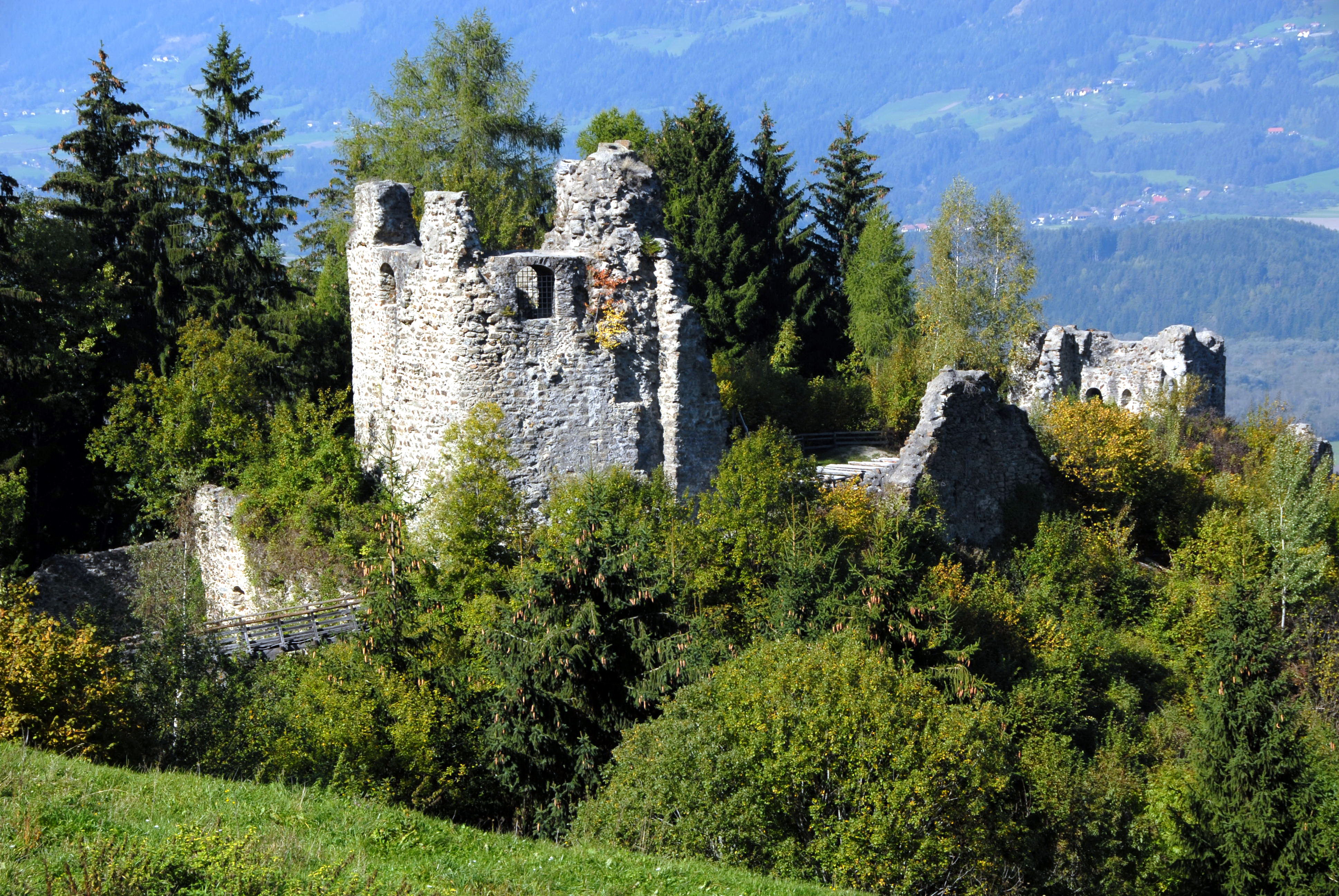
Ruinas del castillo de Ortenburg.

En 1072 aparece por primera vez un tal Adalberto que tiene el cargo de mayordomo de la iglesia de Freising y está casado con Berta de Diesse, hija de un conde bávaro. En el contrato de matrimonio figuran 57 testigos nobles y 27 plebeyos. El castillo de la familia aparece mencionado por primera vez en 1093 y estaba situado al oeste de la población de Spittal an der Drau. El aristócrata es nombrado con relación a su castillo: Adalbertus de Hortenburc. Sus posesiones al sur del Drava estaban en la esfera de influencia de los patriarcas de Aquilea. La extensión de estas posesiones también es desconocida, no obstante, no podía ser mucha, ya que las tierras al norte del río estaban en manos de los condes de Lurnfeld.
Cuando esta última familia se extinguió en 1135, su propiedad se dividió. El Conde de Görz (en esloveno: Gorica, en italiano: Gorizia) obtuvo la región al oeste de Möllbrücke, los Ortenburg recibieron la zona oriental hasta Rennstein (un suburbio de Villach) y, finalmente, el arzobispo de Salzburgo se hizo con Pusarnitz, Sachsenburg, Gmünd y Stall im Mölltal. El representante de la familia Ortenburg, Otón, hijo de Adalberto, que había muerto entre 1096 y 1098, fue nombrado Conde.

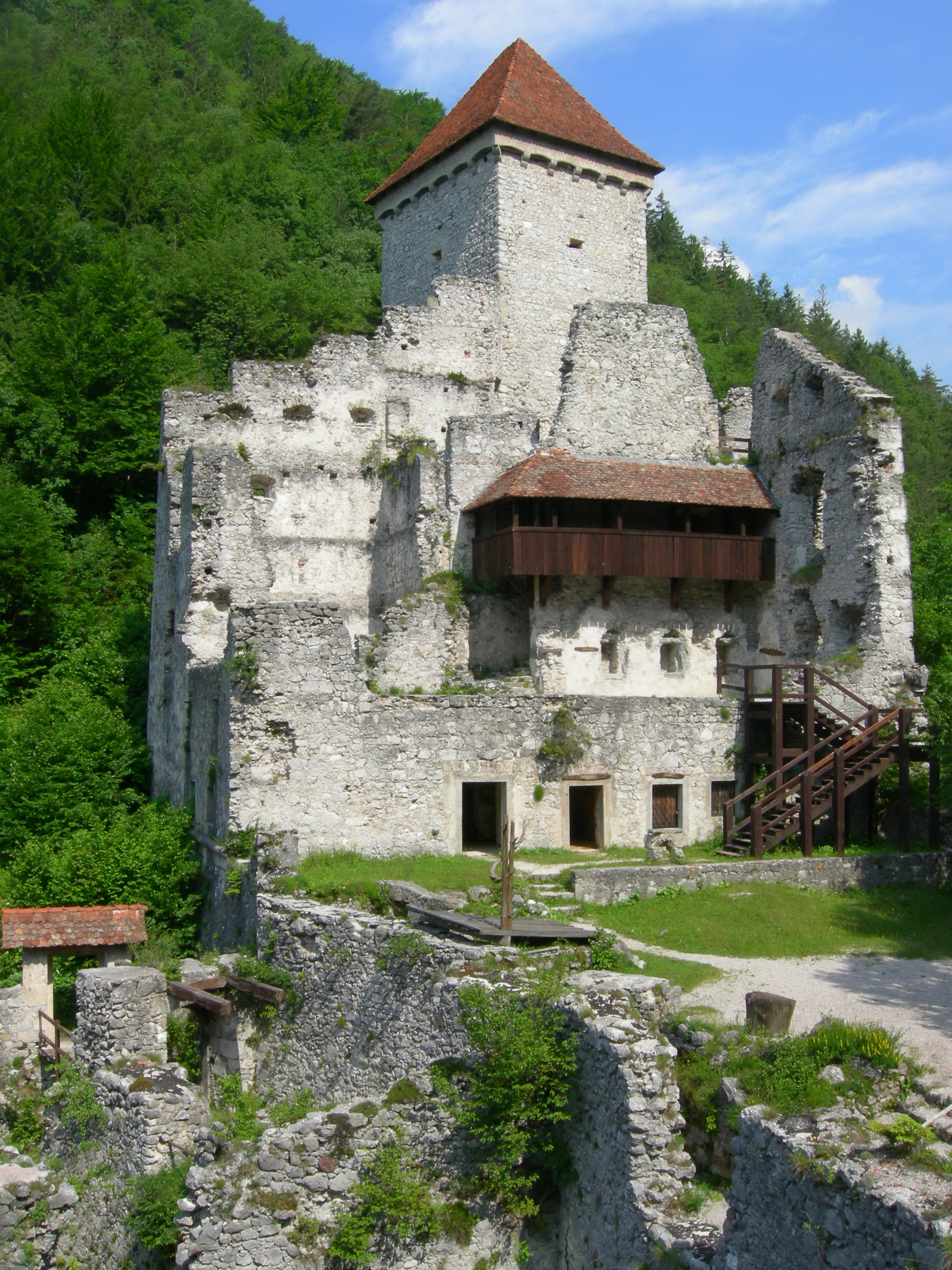
El castillo de Kamen en la Alta Carniola.

La familia Ortenburg tenía grandes posesiones en la Baja Carniola (en esloveno: Dolenjska, en alemán: Unterkrain) bajo el control de los patriarcas de Aquilea. En esta región son dueños de los castillos de Čušperk, Ortnek y Kostel. Miembros de esta familia son mencionados como promotores del asentamiento de colonos alemanes en Gottschee (en esloveno: Kočevje) a partir de 1320.
La familia Ortenburg se extinguió en 1422. Sus dominios pasaron a los poderosos condes de Cilli (en esloveno: Celje) Sin embargo, también esta familia se extinguió en 1456. La supuesta rama bávara de la familia intentó en vano reclamar sus derechos sobre el condado en Carintia.